# وايوارد باينز
وايوارد باينز هو مسلسل تلفزيوني أمريكي خيال علمي مقتبس من روايات وايوارد باينز، المسلسل من إخراج إم. نايت شيامالان، تم عرض المسلسل لأول مرة على شبكة فوكس التلفزيونية في الـ14 من مايو عام 2015.

## مقدمة
في الموسم الأول من المسلسل، (مات ديلون) بدور (أيثان بيرك) هو عميل أمريكي سرّي يُحقق في قضية اختفاء أثنين من زُملائه في بلدة صغيرة غامضة تُدعى «وايوارد باينز» في "أيداهو"، يستيقض (أيثان) من حادث سيارة وغير قادر على الإتصال بالعالم الخارجي وغير قادر على مغادرة البلدة. ثم يَجِد أحد العميلين الذي يبحث عنهما ميّت والعميل الآخر هي خليلته السابقه (كارلا جوجينو) بدور (كيت هيوسون) تسكُن في البلدة نفسها. ولكن سكان «وايوارد باينز» مُحاصرين في البلدة بواسطة سياج مُكهرب ومُقيدين بشروط النقيب (تيرينس هوارد) بدور (آرنولد بوب)، وأيُ مُحاولة للهروب من البلدة عقوبتها الأعدام علناً امام السكان، يُحاول (أيثان) العمل على اكتشاف الحقيقة وعليه أتخاذ قرارات صعبة.

## طاقم التمثيل
- (مات ديلون) بدور (أيثان بيرك) في الموسم الأول
- (كارلا جوجينو) بدور (كيت هيوسون) في الموسم الأول
- (توبي جونز) بدور (ديفد بيلشر) في الموسم الأول
- (شانين سوسامان) بدور (تيريزا بيرك) في الموسم الأول

## روابط خارجية
- وايوارد باينز على موقع IMDb (الإنجليزية)
- وايوارد باينز على موقع ميتاكريتيك (الإنجليزية)
- وايوارد باينز على موقع روتن توميتوز (الإنجليزية)
- وايوارد باينز على موقع كينوبويسك (الروسية)
- وايوارد باينز على موقع ألو سيني (الفرنسية)
- وايوارد باينز على موقع قاعدة بيانات الفيلم (الإنجليزية)